# NHK室蘭放送局
42°18′58″N 140°58′49″E / 42.31611°N 140.98028°E
NHK室蘭放送局（日语：／ Enueichikei Muroran Hōsōkyoku */?），又译NHK室蘭广播电视台，是日本放送協會位於北海道室蘭市、負責主管NHK在北海道膽振及日高地區事務的地方广播电视台（放送局）。

## 外部連結
- 官方网站 （日語）